# 大西洋奴隷貿易

大西洋奴隷貿易は大西洋に面した3大陸の関係する人身売買取引であった。図中の赤が奴隷供給地、青が需要地。

大西洋奴隷貿易（英語: Atlantic slave trade）は、15世紀から19世紀までの間に、「三角貿易」という、大西洋を挟む3大陸が関与する貿易体制の中で行われた、アフリカの黒人を商品とする人身売買の貿易である。大西洋間奴隷貿易（英語: trans-Atlantic slave trade）ともいう。アフリカの黒人は奴隷として西アフリカを含むアフリカの諸地域から奴隷船で輸送され、新大陸に連れて行かれた。奴隷船の環境はひどいものであり、この船旅は「ミドル・パッセージ」と呼ばれている。

## 奴隷の供給
輸送された奴隷たちの中には、戦の中で捕虜になった者や、村にいるところを襲撃されてつかまったり、誘拐されたりした者がいた。奴隷に罰を与えるためあるいは債務を支払うために、アフリカ人が奴隷を売ることもあった。奴隷たちは手かせで互いにつながれて、内陸から何週間もかけて（場合によっては月単位かかることもあった）歩いて海岸までたどり着いた。奴隷は海岸に到着すると、ヨーロッパ人が購入するまで砦の中に押し込められた。新大陸に渡ったアフリカ人の推計は、1200万人から1300万人ほどというのが歴史学における通説である。
ダホメの軍は自衛のための武器を手に入れるために奴隷交易に手を染めた。ダホメ王ゲゾは1840年代に次のようなことを語っている。
奴隷の取引はわが臣民の支配原理である。それは彼らの栄えある富の源泉である。（中略）母親は子供を寝かしつけるときに、敵を奴隷の身に落としめたいくさの話を子守唄にする。—ダホメ王ゲゾ、

## 奴隷の取引

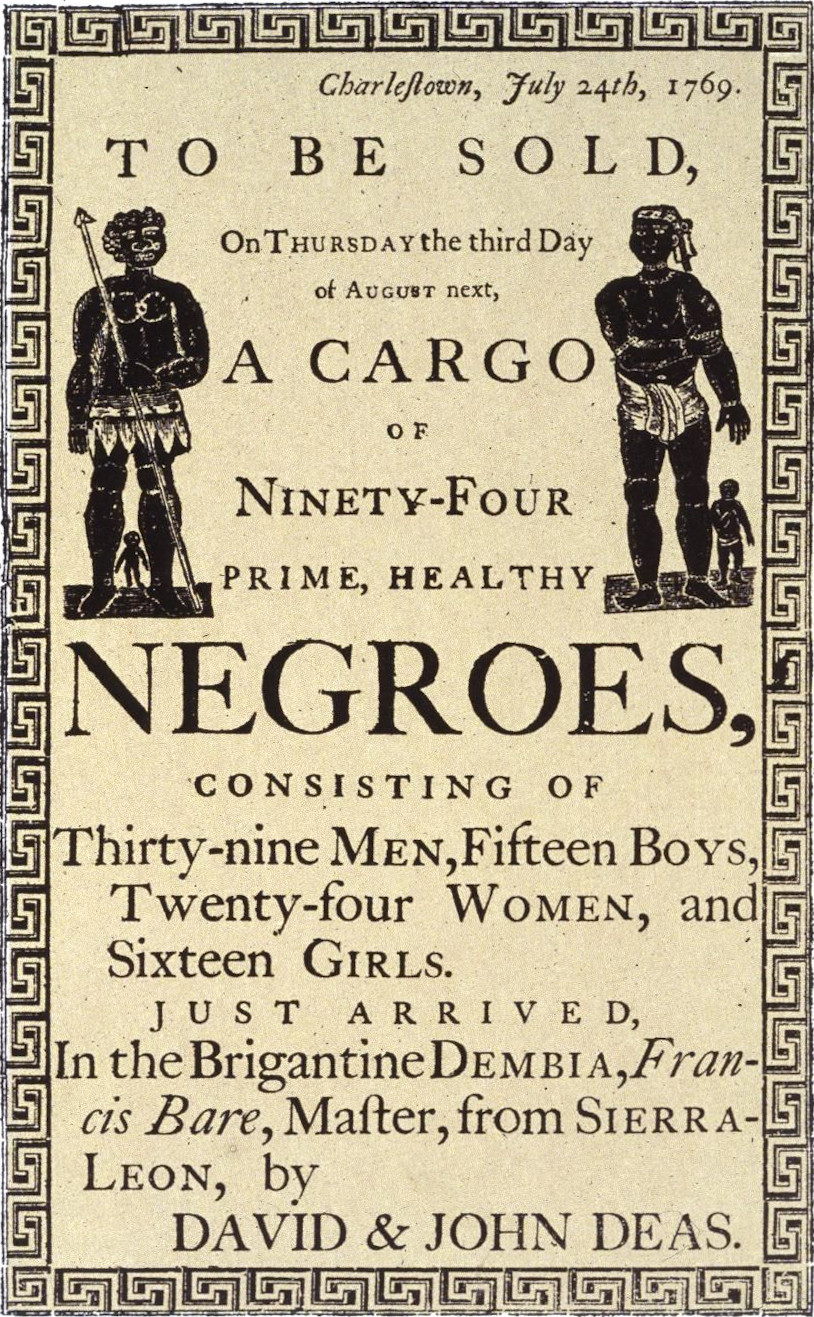
奴隷の競売がサウスカロライナ州チャールストンで開催されることを宣伝するチラシ（複製）。1769年。

アフリカ人やアフリカ系アメリカ人の学者の中には、奴隷貿易のことを Maafa と呼ぶことがある。これはスワヒリ語で「破局」を意味する言葉である。奴隷船は大西洋に面した3つの地域、ヨーロッパ、アフリカ、新大陸を循環する経済体制（これを「三角貿易」と呼ぶ） において、このサイクルを循環させる役割を担った。アフリカ人奴隷の輸送は、大西洋をまたいだ複数の地域の経済を結びつけた。三角貿易において、アフリカ人奴隷の取引に携わったヨーロッパの国としてはイギリス、オランダ、フランス、スペイン、ポルトガルがある
新大陸では鉱山における採鉱やプランテーションにおけるサトウキビ栽培のために多数の労働力が必要とされており、アフリカ人奴隷はそのために輸入された。奴隷制自体は古代から多くの社会において存在した。

## 終焉
18世紀にイギリス、アメリカ合衆国、その他のヨーロッパの諸地域では大西洋奴隷貿易に反対する意見が現れ始めたが、その声は少数であった。そのような少数意見を唱えたのは福音派のウィリアム・ウィルバーフォースや、クエーカー教徒のような宗教的少数派である。南北両アメリカ大陸では独立自営農民が大西洋奴隷貿易に反対した。1772年には、奴隷がブリテン諸島に入れば自由身分になることになった。19世紀になると奴隷制を廃止する運動（アボリショニズム）が盛んになった。
デンマークは奴隷貿易を禁止した最初の国である。奴隷貿易を禁止する法律は1792年に制定され、1803年に発効した。イギリスでは、ウィルバーフォースの努力が1807年2月22日に実った。大西洋奴隷貿易を廃止する法律「奴隷貿易法」（the Slave Trade Act）が庶民院で、反対16票に対し賛成283票が圧倒して成立した。アメリカ合衆国における廃止はさらに後年のことになる。イギリス海軍は大西洋奴隷貿易を終わらせるために「アフリカ封鎖」（Blockade of Africa）と呼ばれる、奴隷船の往来の妨害（blockade）を開始し、また、他国に妨害を承認させる条約を結んだ。それでもなお、プエルトリコとキューバといったスペインの植民地には奴隷の移送が続けられ、19世紀の遅くになって大西洋奴隷貿易が終わった。